# Castello di Ainay-le-Vieil
Il Castello di Ainay-le-Vieil (in francese Château d'Ainay-le-Vieil) è un castello di origini medievali situato nel dipartimento francese di Cher, nella regione del Centro-Valle della Loira, nel comune di Ainay-le-Vieil. Il castello è nella lista dei monumenti storici di Francia.

## Storia
Messo a punto nell'Alto Medioevo, il Castello di Ainay-le-Vieil si trovava nella zona di confine tra le aree francesi dell'Aquitania e quelle dei re spagnoli. Questa posizione strategica, soprattutto fino alla fine della Guerra dei Cent'Anni, ha reso il castello uno dei principali sistemi difensivi della Francia e spiega le dimensioni del doppio involucro del castello che ne assicurava resistenza e durata durante i conflitti. 

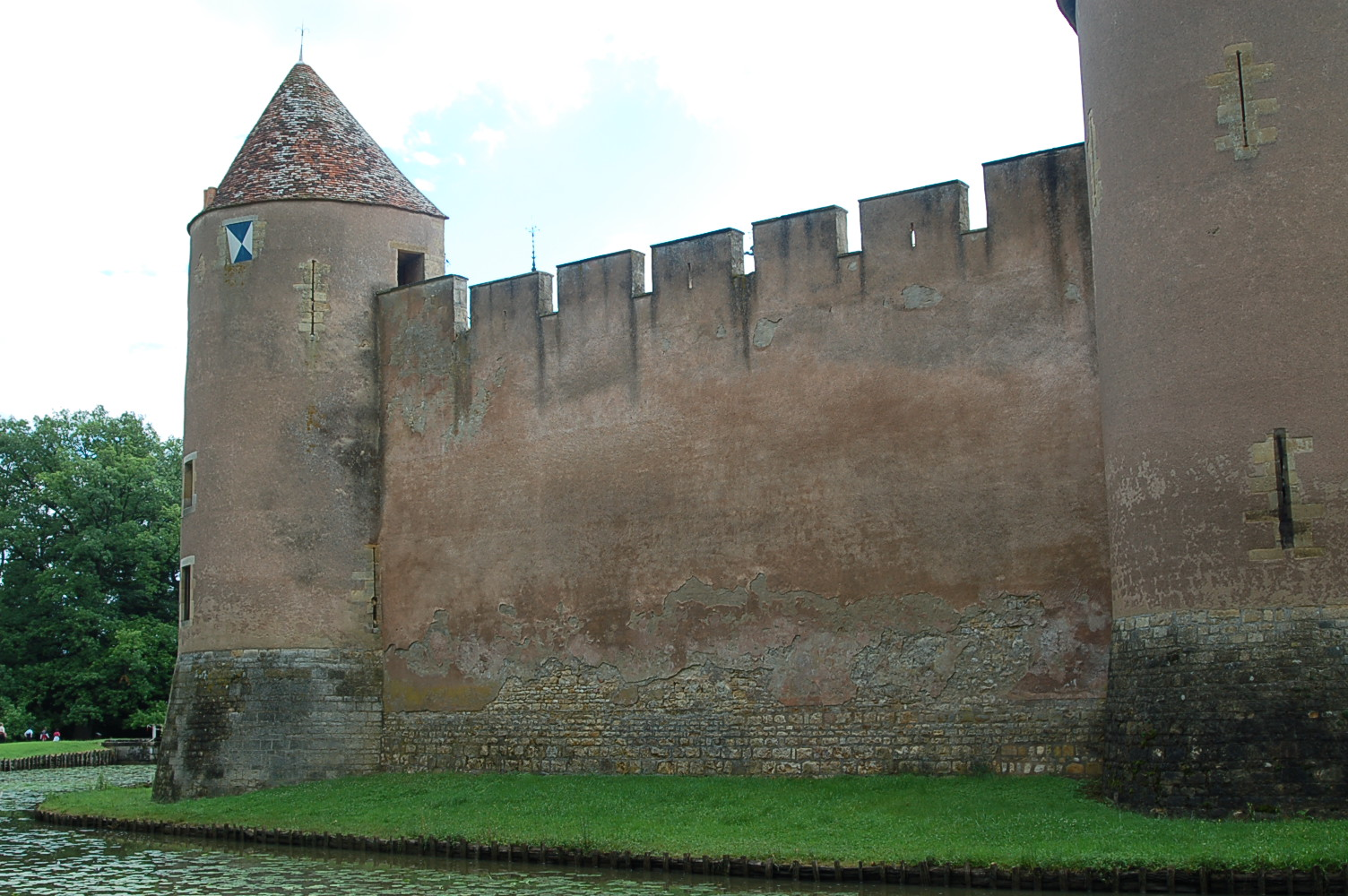
Le mura medievali del castello di Ainay-le-Vieil, realizzate per far fronte agli inglesi durante la Guerra del Cent'Anni

### Il Medioevo
Il Castello di Ainay-le-Vieil è costruito su un preesistente sito un tempo occupato dai gallo-romani. Il castello è menzionato nel Cartulario di Champagne alla fine del XI secolo, secondo il quale, la famiglia dei Borbone, già possidente del Ducato di Borbone, ne fu la prima proprietaria. Il castello passa poi alla potente famiglia di Barres. Durante la Guerra dei Cent'anni, è l'unico castello della regione a rimanere francese dopo la sconfitta di Poitiers nel 1356. Alla fine delle guerre franco-britanniche, però, il castello perse l'interesse militare acquisito durante la guerra.

### Il Quattrocento

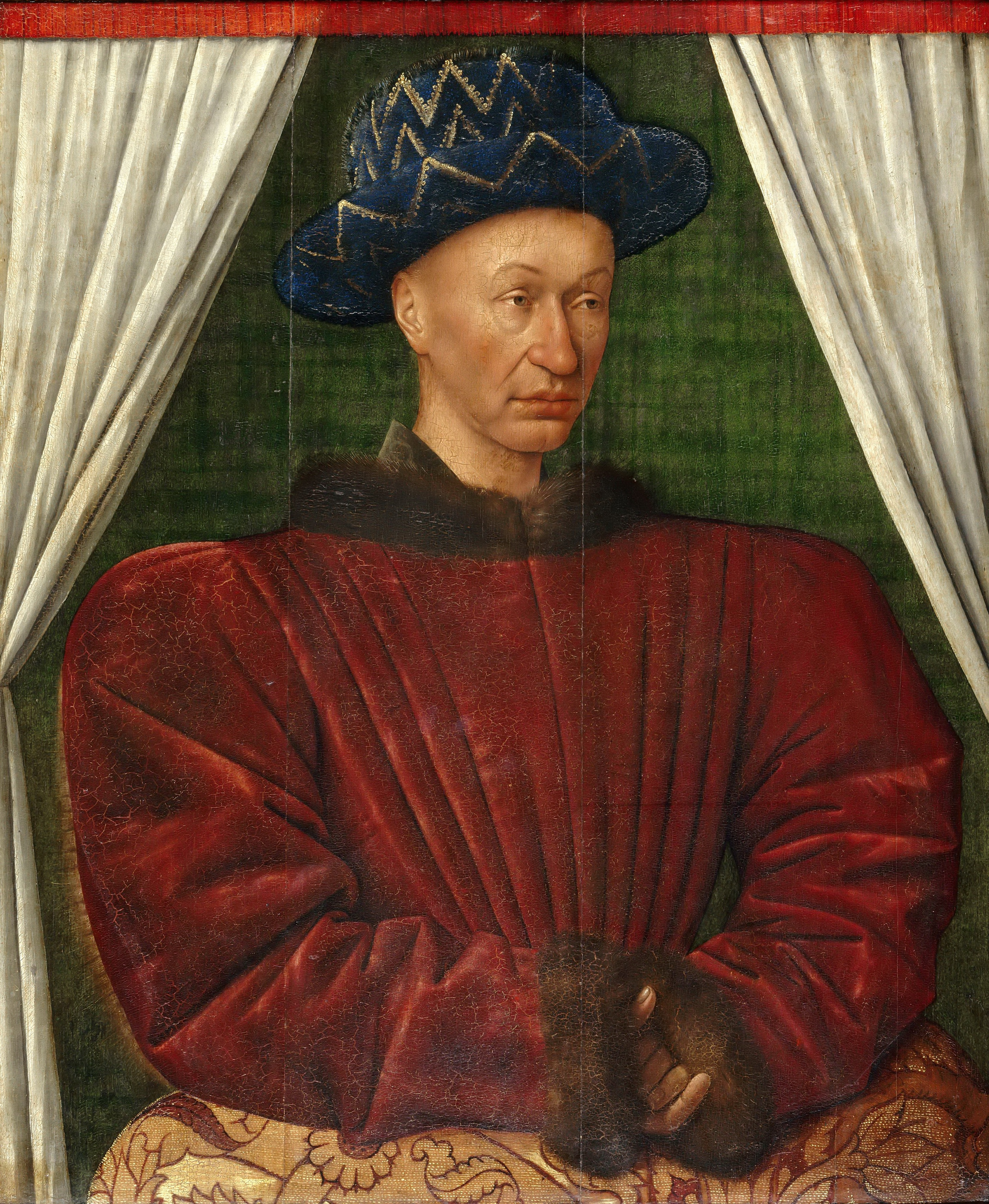
Ritratto di Jacques Cœur (Bourges, 1395 – Chio, 25 novembre 1456)

Verso l'inizio del Quattrocento, il castello fu comprato da Jacques Cœur, il tesoriere di Carlo VII. Parecchi anni dopo la morte di quest'ultimo (avvenuta nel 1456), il 14 dicembre 1467, il castello venne rivendicato da Charles di Bigny, signore di Bigny e gran maestro dei corridori di Francia. Da questo momento, la storia di Ainay-le-Vieil si lega ai discendenti della famiglia Bigny, che hanno abitato l'edificio per più di sei secoli..

### Il Cinquecento
In questo secolo vengono realizzate la maggior parte delle modifiche architettoniche.

### Il Settecento
L'inizio del Settecento e tutto il seicento sono periodi relativamente tranquilli per i Bigny e per Ainay-le-Vieil. I problemi ricominciano nella seconda metà del XIX secolo, con la Rivoluzione francese. Fortunatamente, la devastazione portata dalla rivoluzione risparmia la fortezza della distruzione totale, mentre il marchese di Bigny, che si era trasferito nel Castello di Bigny, a nord di Saint Amand-Montrond, viene decapitato e sua moglie viene esiliata poi in Inghilterra; suo figlio viene ucciso nella Battaglia di Quiberon, che mise gli aristocratici contro l'esercito rivoluzionario.

### Il Novecento
Nel 1954, dopo la Seconda Guerra Mondiale, il Barone e la baronessa Géraud d'Aligny, genitori degli attuali proprietari, decidono di aprire il castello al pubblico. Fondano così la Route du Coeur de France (la via del Cuore della Francia, oggi Route Jaques Cœur, perché comprendente numerosi castelli appartenuti al famoso tesoriere del re), il primo degli Itinerari storici in Francia, comprendente numerosi castelli privata. Nel 1982 viene avviata una politica culturale attiva. Vengono realizzate mostre, generalmente collegate alla storia della nazione e il turismo inizia a crescere. Nel 1984 una tempesta devasta il parco. Inizia così la ricostruzione delle opere seicentesche dei Bigny. Quattro anni dopo terminò la ricostruzione dei giardini e, negli anni '90 il castello passa agli attuali proprietari.

## Architettura

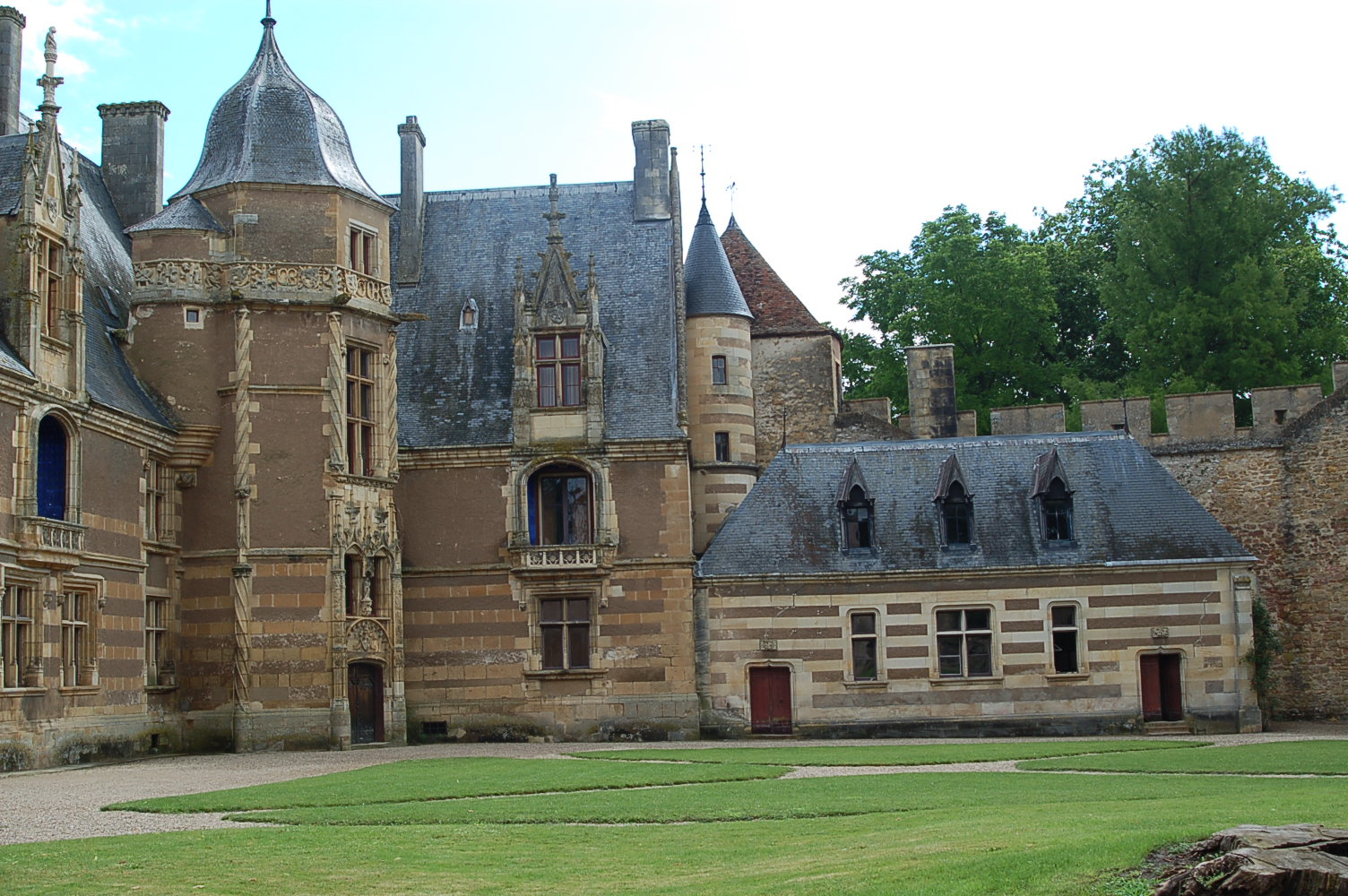
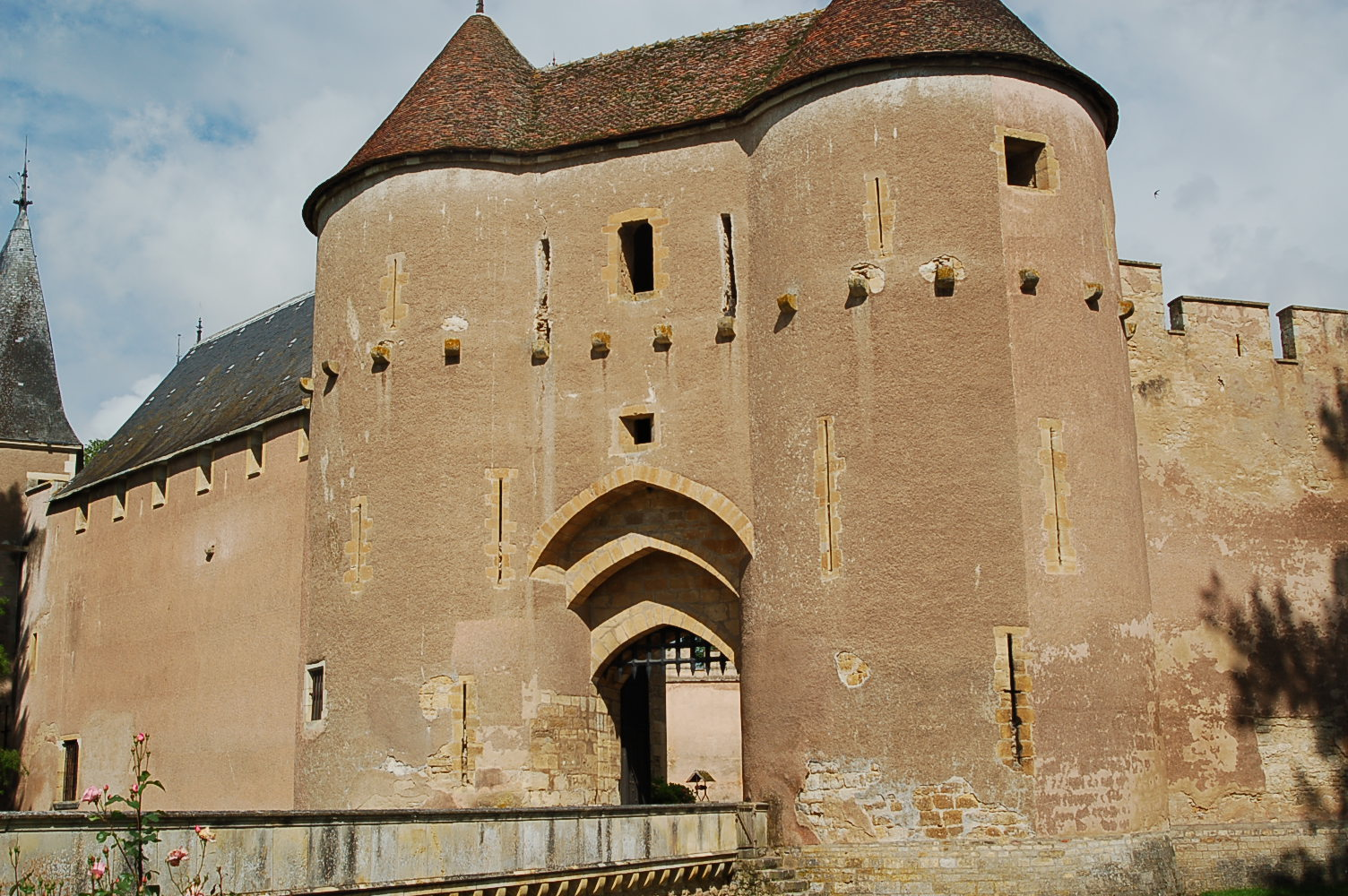
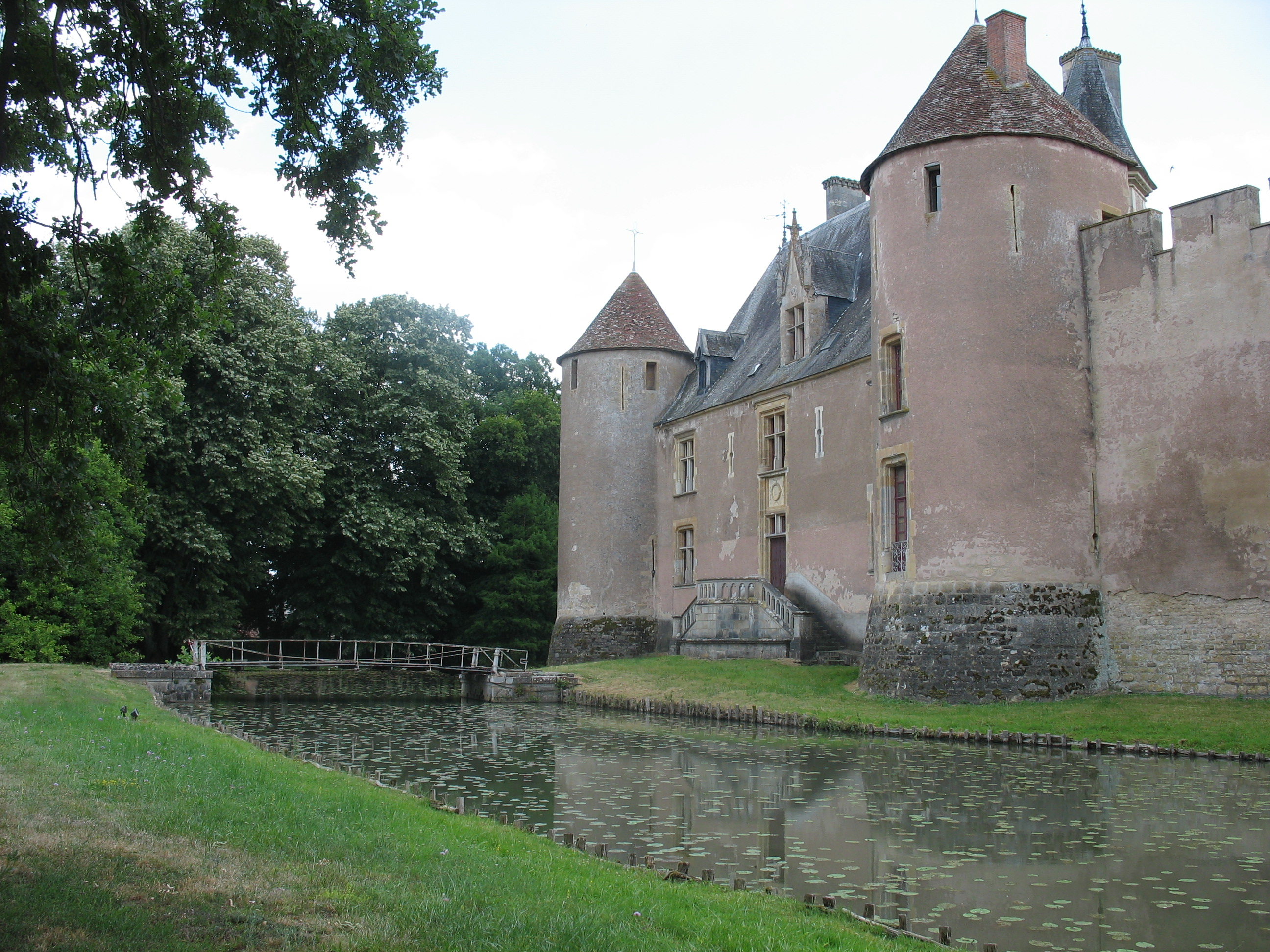
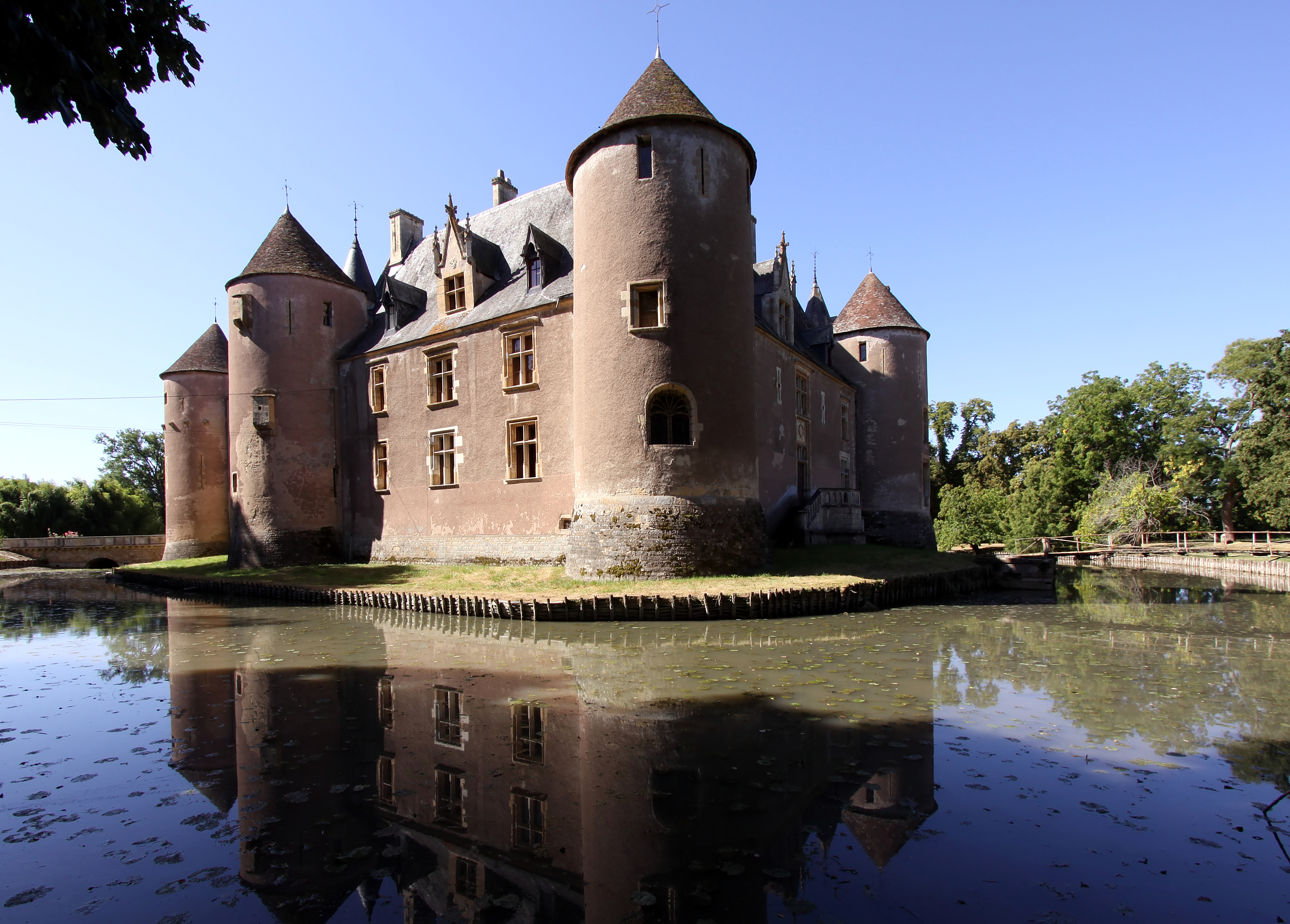
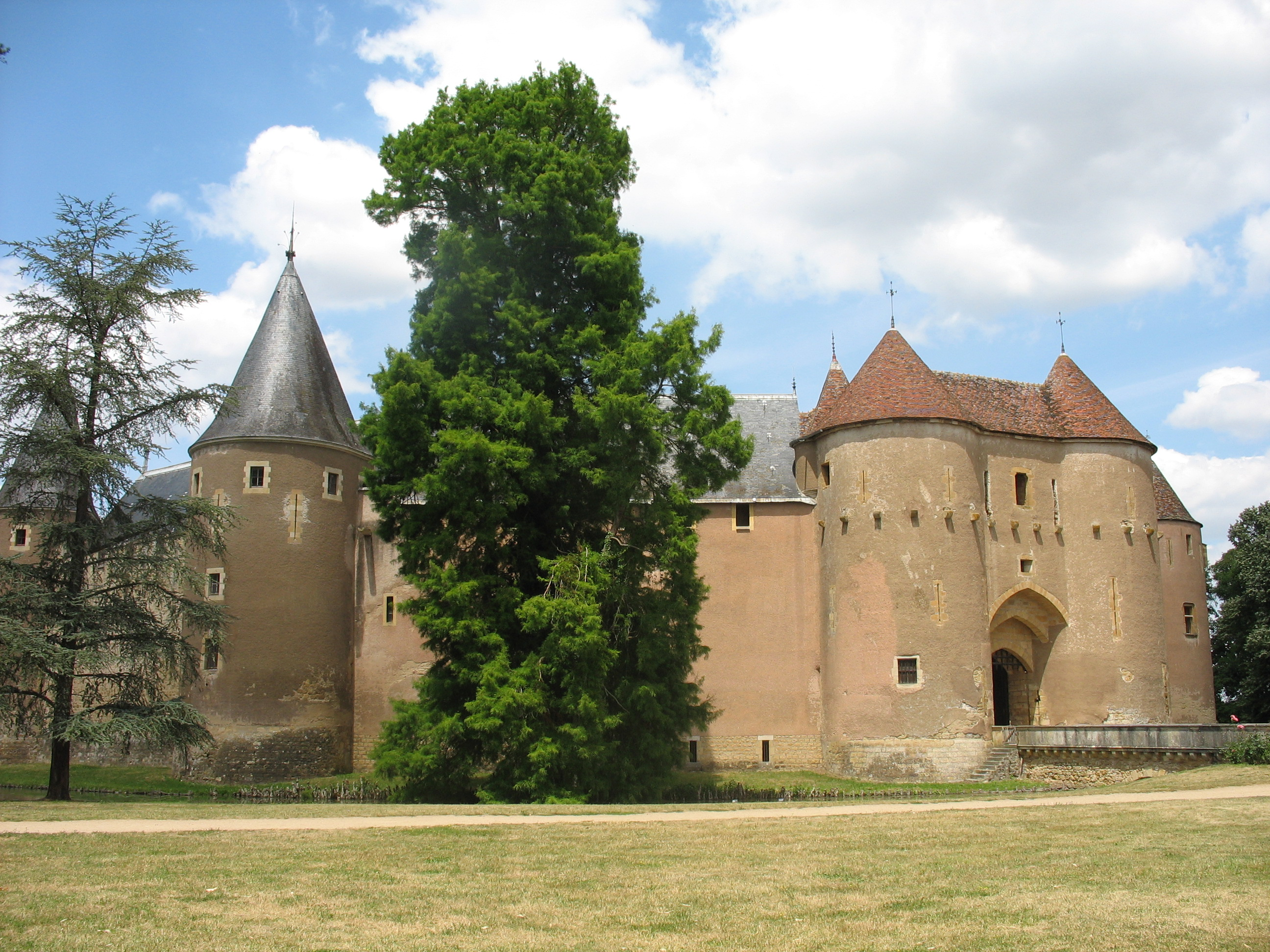

### L'esterno
Il castello di Ainay-le-Vieil è una delle fortezze feudali meglio conservate del centro della Francia. Il suo aspetto attuale è dovuto in parte a Jean de Sully che si impegnò a modificare la fortezza originale intorno al 1330. La sua disposizione può ancora essere letta sul catasto napoleonico risalente al 1830 e su un piano copiato da esso poco tempo dopo. Il Castello, se non si considerano le aggiunte gotiche e classiche, è composto da due parti, una medievale e l'altra rinascimentale in stile Luigi XII. 

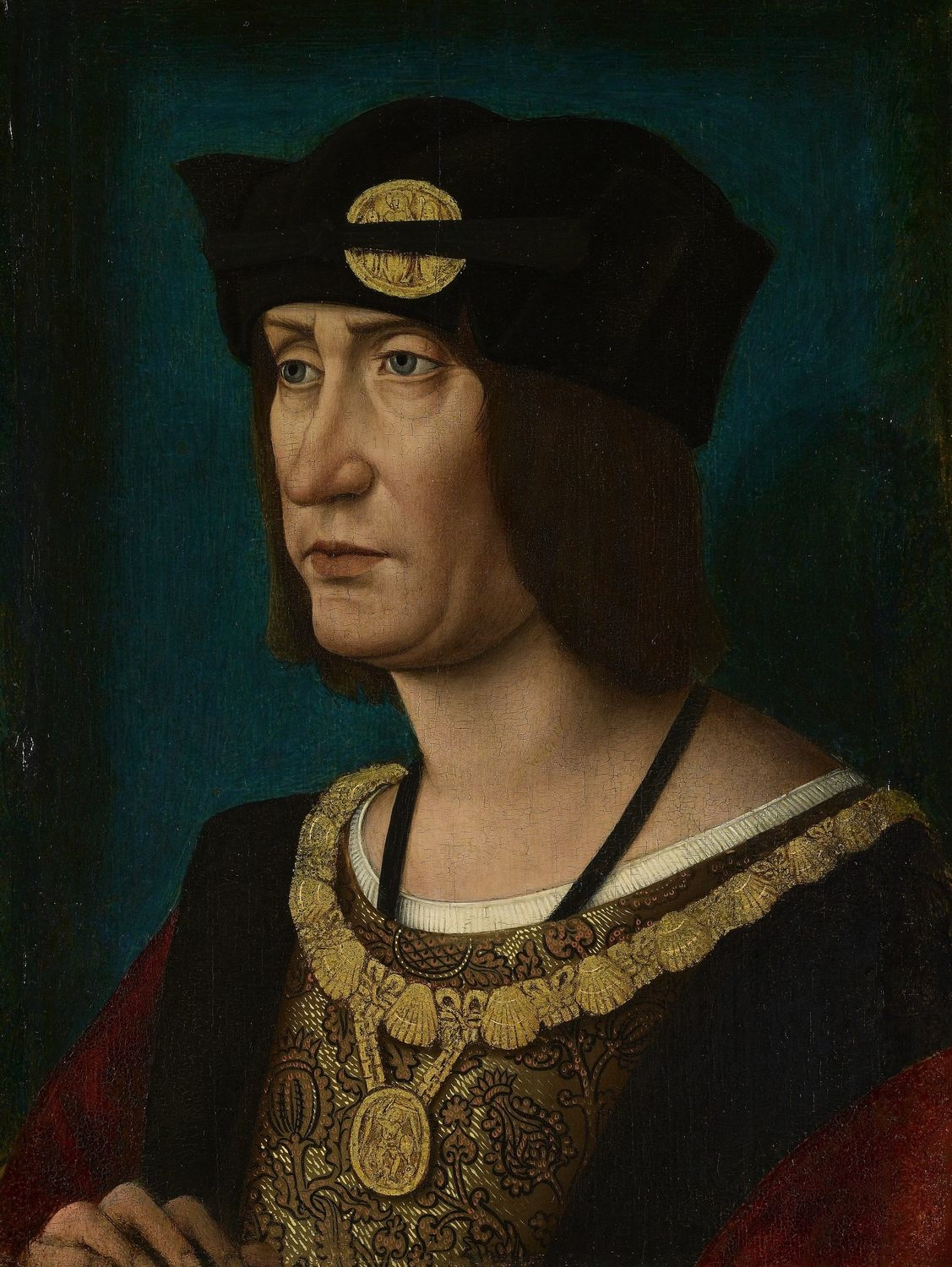
Re Luigi XII di Francia

#### Ainay medievale
Dell'epoca medievale è sopravvissuta solo parte dell’esterno. Il castello medievale si presenta sostanzialmente come un recinto ottagonale. Le alte mura merlate, intervallate da nove torri, sono dotate di feritoie e una passerella. L'aspetto militare prevale: l'ingresso della fortezza è difeso da un possente torrone che, oltre a un modernissimo sistema di stordimento, era dotato di un ponte levatoio, ora sostituito da un ponte dormiente.

#### Ainay rinascimentale
La prevalenza di stile rinascimentale si nota, invece, all'interno delle mura, nei cortili del castello. Alla fine del XV secolo, il torrone ovest è stato abbattuto per far posto a un edificio principale in mattoni e pietra in stile Luigi XII, la cui facciata è monumentale. Costruito in staffa, l'edificio principale ricorda alcune disposizioni dell'ala Luigi XII del Castello di Blois. La torre a scala a sinistra dell'edificio rinascimentale è una copia semplificata della Tour du Lyon del Castello di Meillant. Nella torre di Ainay, infatti, ritroviamo lo stesso piano ottagonale e le stesse colonne ritorte. Se gli alti soffitti alla francese e la scala elicoidale perpetuano la tradizione medievale, il resto dell'edificio principale presenta aperture slanciate, un ritmo regolare delle facciate, un uso di archi e festoni e la raffinata decorazione fiammeggiante, che sono tutte innovazioni apparse durante il rinascimento.

### Gli interni
- Le Grand Salon

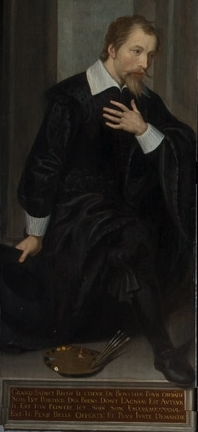
Autoritratto del pittore francese Jean Bouchert conservato nel Musée Berry di Bourges, la sua città natale

Il grande salone del piano terra è caratterizzato da un camino monumentale, ornato da medaglioni scolpiti che rappresentano Luigi XII e di sua moglie Anna di Bretagna, che sono stati ricevuti dalla famiglia Bigny. il soffitto è decorato con La Conversion de Saint-Hubert e dipinti principali che evocano gli antenati della famiglia Bigny.
- La Chapelle Bigny

La cappella di famiglia fu costruita da Gilbert de Bigny intorno al 1527 in una delle torri. È decorata con un soffitto a cassettoni scolpito nella pietra che testimonia l'avanzata dell'influenza italiana degli inizi del Rinascimento francese. Le pitture murali del XVI e XVII secolo illustrano la vita di Cristo. Sono attribuiti a Jean Boucher e alla sua scuola.
- La Sale du Biliarde

Nella Sala da Biliardo ci sono ricordi della famiglia Colbert, tra cui dipinti dei fratelli Auguste Francois-Marie di Colbert-Chabanais e Pierre-David di Colbert-Chabanais, generali di Napoleone. 
- Le Sêjour Vert

Il soggiorno verde, chiamato così per le sue tappezzerie, invece, conserva i ricordi della famiglia di Bigny.

## I giardini

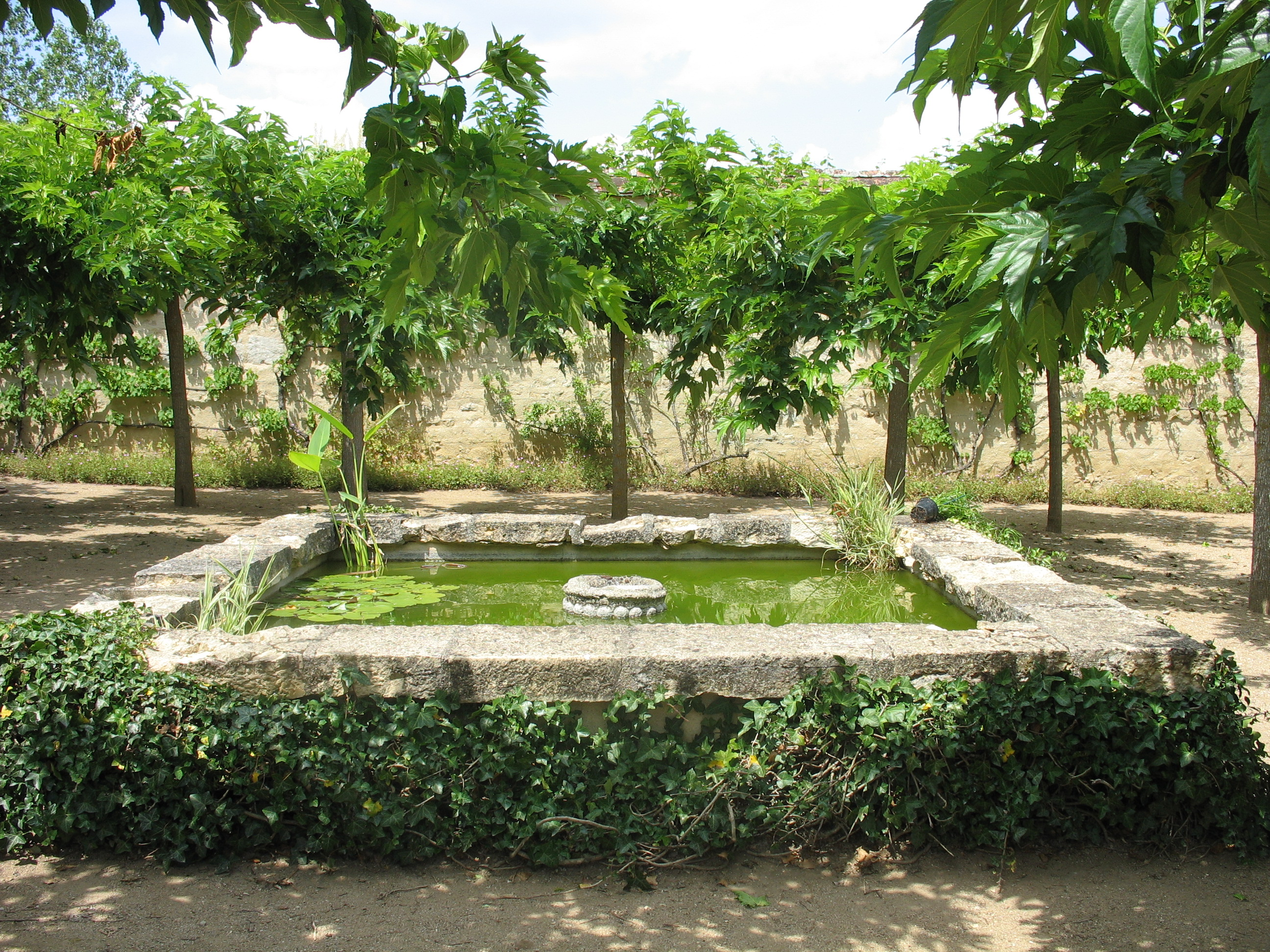
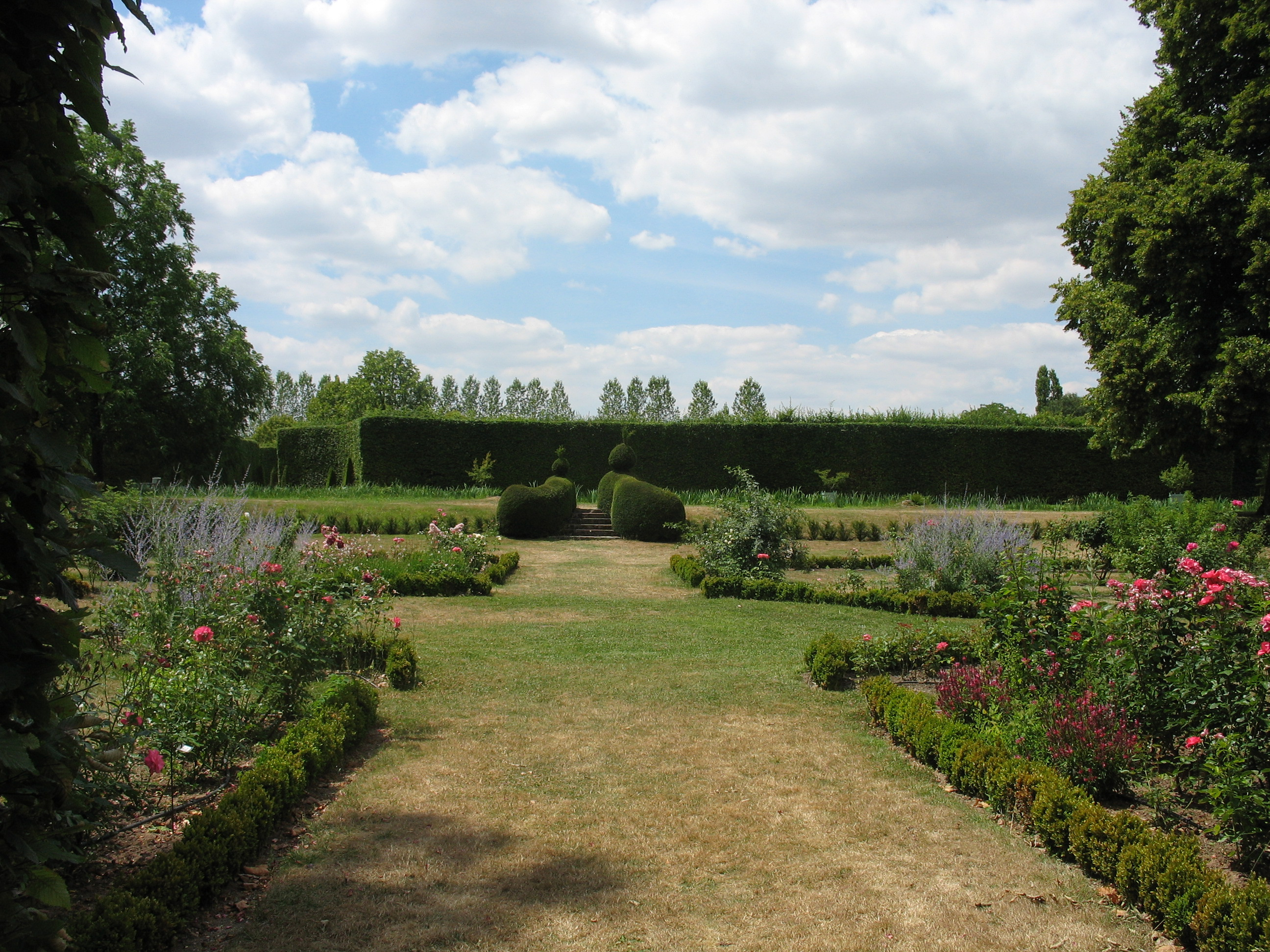
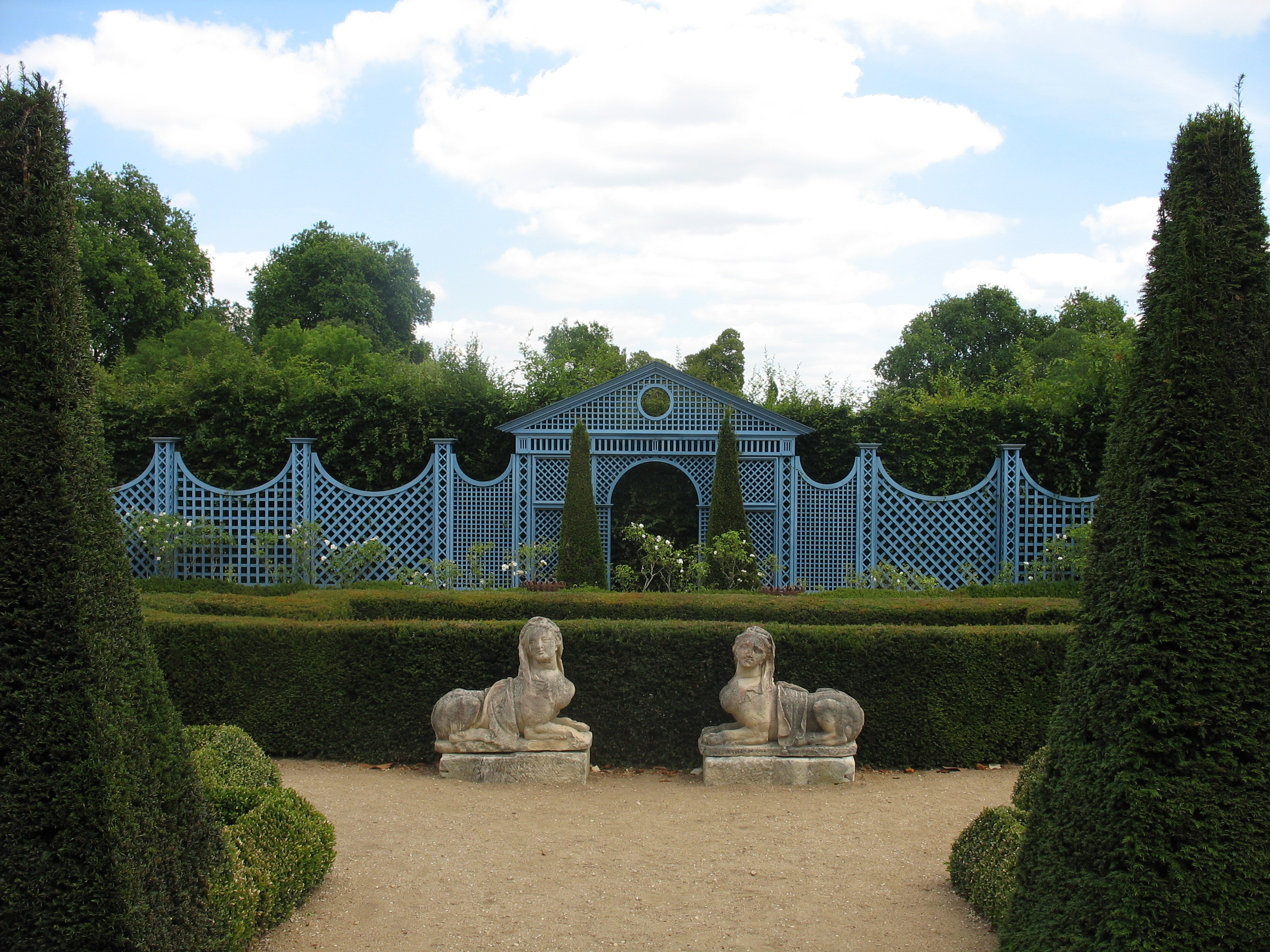
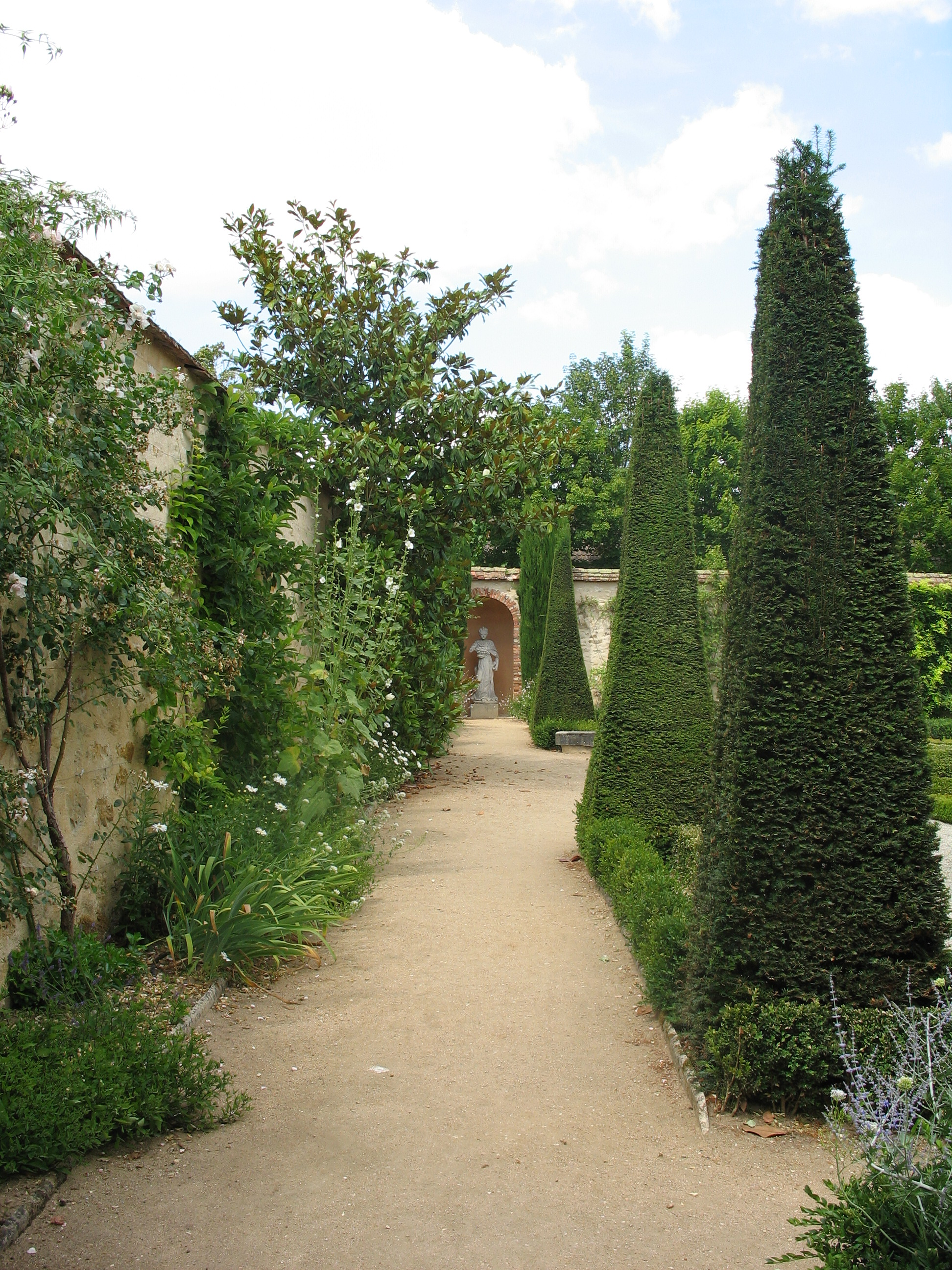
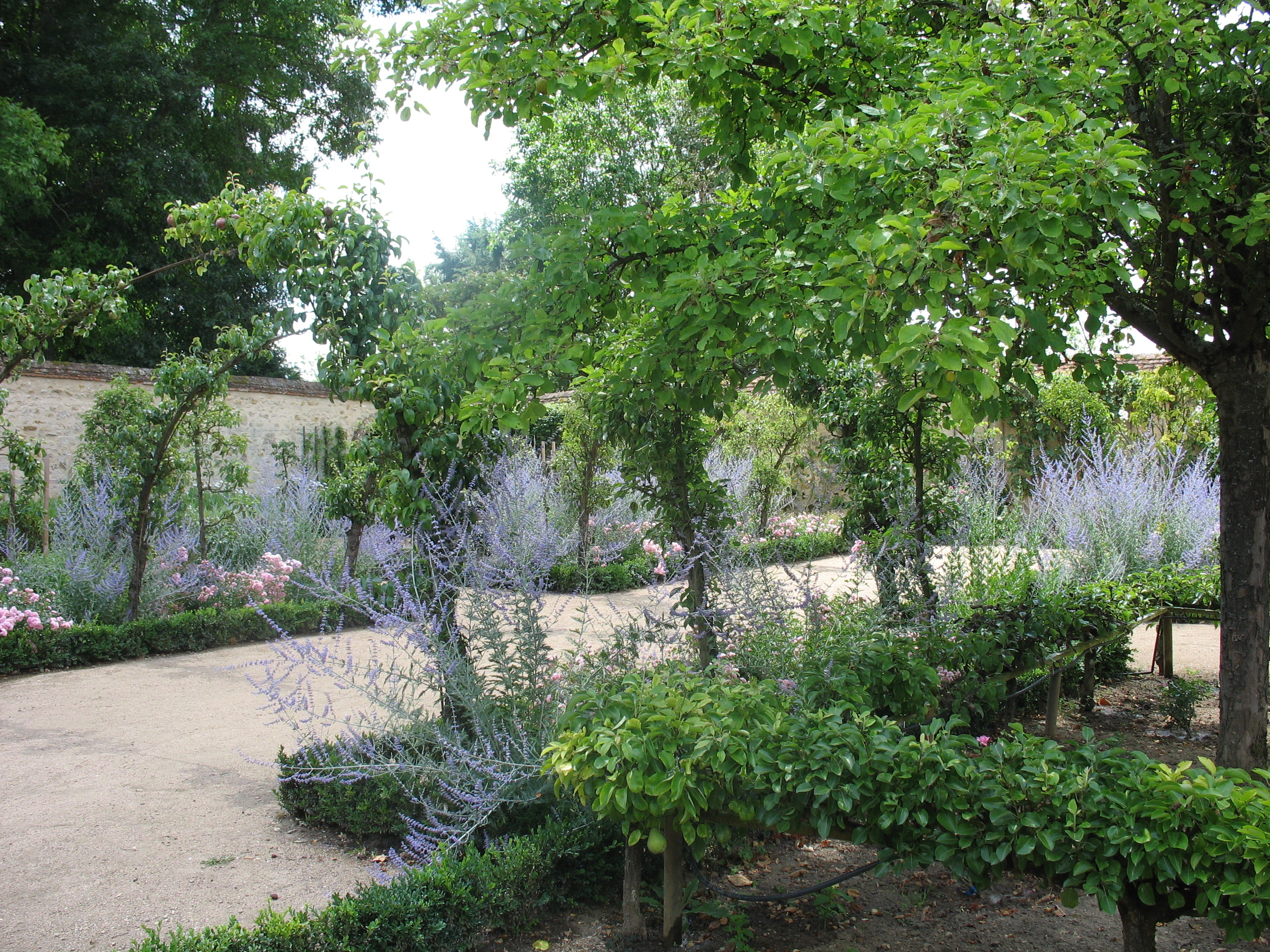

I giardini del Castello, così come il loro roseto e i loro cimiteri, furono organizzati dalla famiglia Bigny.

### Storia

#### La nascita e l'evoluzione del parco
Nel XVI secolo i giardini si limitavano ad uno spazio di terra coltivata intorno al castello e due padiglioni in stile tardo rinascimentale ne segnavano l'ingresso. Risalgono agli inizi del XVII secolo i canali dei giardini, che circondano la Île de la Place e alimentano il Bassin Rose. Nel corso del tempo, i giardini si sono evoluti: vengono spostati gli orti in corrispondenza dei canali per migliorare la produzione di frutta e ortaggi e viene realizzata un'altra isola artificiale nel parco: la Île du Carré. Nel XIX secolo, il parco assume un aspetto sempre più paesaggistico, cioè perde la sua funzione pratica (la produzione degli ortaggi) e diventa quasi un elemento decorativo. Nel XX secolo, vengono integrate molte belle specie di piante, come i cipressi calvi piantati lungo i canali.

#### Dopo la tempesta del 1984
Dopo la tempesta verificatasi nel 1984 e dopo i lavori di restauro durati quattro anni, il parco fu ricostruito interamente. Il nuovo parco invita a una passeggiata nell'arte del giardino. Le attrazioni più importanti sono il roseto di rose antiche, sul quale si affacciano due padiglioni, la Île de la Place, con i suoi incanti di potatura a palizzata e l’orto, e poi cinque monasteri, ognuno dei quali ha un giardino a tema.

### Il roseto delleAnciennes Roses
Il primo passo nella rinascita del parco fu la creazione di un roseto con rose antiche che riunisce una collezione di rose rare e in via di estinzione. Evoca la storia della rosa, dalle origini ai giorni nostri.